# L'Attaque des primates (téléfilm)
Pour plus de détails, voir Fiche technique et Distribution.
L'Attaque des primates (Primal Force) est un téléfilm américain diffusé en 1999 et réalisé par Nelson McCormick.

## Synopsis
Un groupe de sauveteurs tente de localiser les éventuels rescapés d'un crash d'hélicoptère survenu à San Miguel, une île mexicaine peuplée de babouins mutants. Un appareil s'écrase sur la petite île de San Miguel. Une équipe de secours est aussitôt constituée pour récupérer l'équipage de l'avion, dont fait partie la fille d'un riche homme d'affaires. C'est Frank Brodie, un mercenaire violent connaissant parfaitement le terrain, qui dirige les hommes chargés de cette mission délicate. Mais l'île est peuplée de babouins mutants, résultats d'expériences menées dix ans auparavant, qui se montrent particulièrement agressifs envers les humains. L'équipage de l'avion est vite décimé et les survivants tentent d'échapper aux singes furieux. Le petit groupe s'organise, chacun craignant à tout moment d'être mis en pièces par un singe mutant

## Fiche technique
- Réalisateur : Nelson McCormick
- Année de production : 1999
- Durée : 86 minutes
- Format : 1,33:1, couleur
- Son : stéréo
- Dates de premières diffusions :
  -  États-Unis : 6 mai 1999
  -  France : 4 juillet 2006 sur RTL9
- Interdit aux moins de 12 ans

## Distribution
- Ron Perlman (VF : Marc Alfos) : Frank Brodie
- Mark Kiely : Scott Davis
- Roxana Zal : Tara Matthews
- Kimberlee Peterson : Kelsey Cunningham
- Guillermo Ríos : Eddie Mendoza